# فن فارسي
يحتوي الفن الفارسي أو الفن الإيراني (بالفارسیة: هنر ایرانی) على التراث الفني الأغنى في تاريخ العالم وكان يتميز بقوته في العديد من الأوساط الفنية، بما في ذلك: العمارة والتصوير (فنون تشكيلية) والنسج والفخار وفن الخط وصنع الأدوات المعدنية والنحت. كانت التأثيرات من فن الحضارات المجاورة مهمة للغاية في الكثير من الأوقات، ومؤخرًا أعطى وتلقّى الفن الفارسي التأثيرات الرئيسية كجزء من أساليب نشر أوسع للفن الإسلامي. يغطي هذا المقال الفن الفارسي حتى عام 1925، ونهاية القاجاريين (أسرة القاجار)؛ للاطلاع على الفن اللاحق، انظر: الفن الإيراني الحديث والمعاصر، وللحرف التقليدية، انظر: فنون إيران والفن الصخري في إيران. يغطي هذا المقال العمارة الإيرانية.
حكمت دولة كبيرة ناطقة باللغة الإيرانية المناطق الشبيهة بالحدود الحديثة لإيران امتدادًا من الإمبراطورية الأخمينية من 550 إلى 330 سنة قبل الميلاد، وفي كثير من الأحيان حكمت مناطق أوسع بكثير، كانت تسمى إيران الكبرى، إذ تركت عملية إضفاء الطابع الفارسي الثقافية نتائج دائمة حتى بعد انفصال الحكم. قادت السلالات المتعاقبة عمومًا أسلوب الفن الفارسي، وقد ترك فن البلاط العديد من الآثار الفنية المثيرة للإعجاب.
عُرفت الآثار الباقية من الفن الفارسي في العصور القديمة بتقليد يركز على الشكل الإنساني (فكانت في معظمها شخصيات ذكورية من عائلاتٍ ملكية) والحيوانات. استمر الفن الفارسي في التركيز بشكل أكبر على الأشكال أكثر من الفن الإسلامي في مناطق أخرى، لكن عمومًا يتجنب الآن الفن الفارسي الأحجام الكبيرة خاصة في النحت وذلك لأسباب دينية.
تطور النمط الإسلامي العام للزخرفة في بلاد فارس، من خلال الهندسة، إلى أساليب أنيقة ومتناسقة للغاية إذ جمع بين عناصر الزخرفة المستمدة من النباتات ذات الزخارف الصينية، وغالبًا ما كانت تُمثل الحيوانات على نطاق أصغر بكثير من عناصر النبات المحيطة بها. استخدم هذا الأسلوب في عهد السلالة الصفوية في القرن السادس عشر، في مجموعة متنوعة من الأوساط، وانتشر عند فنانين من محكمة الشاه، ومعظمهم من الرسامين.

## الفن المبكر
يعود وجود حضارة الفخار الملون في مدينة شوشان تاريخيًا إلى نحو 5000 سنة قبل الميلاد. وكانت شوشان رائدة في مجال الحضارة السومرية والأوروكية خلال فترة أوروك. وُجدَت في شوشان تقاليد تابعة للأوروك، مثل: بروتوكول الكتابة والأختام الأسطوانية ذات الزخارف السومرية، والآثار المعمارية. ربما كانت شوشان مستعمرة للأوروك. وعلى هذا النحو تتطابق العصور التاريخية لشوشان مع أوروك؛ العصور المبكرة والمتوسطة والمتأخرة (3800-3100 قبل الميلاد) مع مثيلاتها من أوروك.
بعد فترة وجيزة من استقرار شوشان لأول مرة منذ 6000 عام، أقام سكانها معبدًا على منصة ضخمة مطلة على المناظر الطبيعية المحيطة. بقيت الطبيعة الاستثنائية للموقع معروفة حتى الآن في فن الأوعية الخزفية التي عُرضت في أكثر من ألف مقبرة بالقرب من منصة المعبد. استُرجعَ ما يقارب الألفي وعاء من المقبرة ووُضع معظمها في متحف اللوفر الآن. تُعتبر الأوعية التي عُثر عليها أكبر برهانٍ على الإنجازات الفنية والتقنية لصانعيها. تُعتبر الأساليب الأولى لرسم الأواني الخزفية في شوشان نسخة محلية متأخرة من تقاليد فترة العبيد في بلاد ما بين النهرين التي امتدت عبر الشرق الأدنى خلال الألفية الخامسة قبل الميلاد.
كان أسلوب شوشان الأول نتاج الماضي والتأثيرات من صناعات السيراميك المعاصرة في جبال غرب إيران. يستلزم التكرار المترابط الوثيق بين الأنواع الثلاثة من الأوعية -قدح وطبق التقديم وإناء- استهلاك ثلاثة أنواع من الطعام، التي يُعتقد أنها ضرورية للحياة في العالم الآخر كما هو الحال في هذا العالم. يُشكل السيراميك المرسوم عليه، نسبةً كبيرة من الأوعية الموجودة في المقابر. بالإضافة إلى البعض من الجرار والأوعية مع حزم بسيطة مزخرف عليها، وربما كانت تستخدم في مواقع لقبور المواطنين المتواضعين وكذلك المراهقين، وربما الأطفال. صُنعَ الفخار بعناية بشكل يدوي. رغم استخدام العجلة البطيئة في صنعه، إلا أن عدم تناسق شكل الأوعية وعدم انتظام الخطوط والأطواق الدائرية المرسومة عليه يشير إلى أن معظم العمل قد أُنجزَ بشكل يدوي.

### نقوش اللولوبيين الصخرية
النقوش الصخرية لمملكة اللولوبيين الجبلية، وخاصة نقوش أنوبانيني الصخرية، هي عبارة عن نقوش صخرية تعود لنحو 2300 سنة قبل الميلاد أو بداية الألفية الثانية قبل الميلاد، وتُعتبر النقوش الصخرية الأقدم في إيران. وهي واقعة في محافظة كرمانشاه. ويُعتقد أن هذه النقوش قد أثرت لاحقًا بعد نحو ألف عام ونصف على نقوش بيستون الأخمينية.

## عيلام
اشترك فن عيلام، القادم من جنوب وغرب إيران الحديثة، بالعديد من الخصائص مع الفن في بلاد ما بين النهرين المجاورة، ولكنه في كثير من الأحيان كان أقل تطورًا. عُثر على جميع الأختام الأسطوانية والتماثيل الصغيرة للمصلّين والآلهة والحيوانات والنقوش السطحية وبعض التماثيل الكبيرة للحكّام. ووُجد هناك عدد قليل من الأوعية الذهبية الجميلة المنقوش عليها.

## برونزية لرستان
برونزية لرستان، هي عبارة عن قطع صغيرة مصبوبة ومزينة بمنحوتات برونزية من العصر الحديدي والتي عُثر على أعداد كبيرة منها في محافظتي لرستان وكرمانشاه في غرب وسط إيران. وضمّت عددًا كبيرًا من الحلي والأدوات والأسلحة وسروج الخيول وعددًا أقل من الأوعية، وأغلب القطع المسجلة خلال التنقيب عن الآثار وُجدت في المدافن. بقي الانتماء العرقي للأشخاص الذين قاموا بإنشائها غير واضحًا، لكن يُعتقد أنهم كانوا فارسيين، وربما كانوا مرتبطين بشعوب اللور، الذين أطلقوا اسمهم على المنطقة. يعود تاريخها إلى ما بين عاميّ 650 و 1000 قبل الميلاد.
تميل الأعمال البرونزية إلى أن تكون مسطحة ومُثقبة، بشكل مشابه لصنع الأدوات المعدنية في الفن السكوثي. إنهم يمثلون فن الشعوب البدوية، إذ يجب أن تكون جميع ممتلكاتهم خفيفة وقابلة للحمل، وكانت الأشياء الضرورية مزينة للغاية بشكل يتناسب مع مساحة سطحها الصغيرة، مثل: الأسلحة والقمم (ربما لأعمدة الخيم) وسروج الخيول والمسامير والكؤوس والتجهيزات الصغيرة. كان تمثيل الحيوانات شائعًا، خاصة الماعز أو الأغنام ذات القرون الكبيرة، وكانت الأشكال والأساليب مميزة ومبتكرة. إن فكرة «سيد الحيوانات» شائعة، وهي تُظهر وجود إنسان متمركز بين اثنين من الحيوانات المتقابلة، ولكنها عادةً ما تكون منمقة للغاية.
تعود مجموعة كنز زيوي إلى نحو 700 سنة قبل الميلاد وهي عبارة عن مجموعة من الأشياء المصنوعة في معظمها من المعادن، وربما لم يُعثر على جميعها معًا في نفس التاريخ تقريبًا، ويُعتقد أنها تظهر فن المدن الفارسية في تلك الفترة. عُثر على أعمال معدنية حساسة من العصر الحديدي الثاني في مدينة حسنلو وبقيت في مارليك.

## الأخمينيون
يضم الفن الأخميني نقوش الإفريز والأعمال المعدنية والقصور المزخرفة والأبنية الحجرية المصقولة والحرف اليدوية الجميلة (البناء والنجارة وغيرها) وزراعة الحدائق. شكَّلت المنحوتات الأثرية معظم ما بقيَ من فن البلاط، وخاصة النقوش، والأعمدة الفارسية وغيرها من التماثيل في مدينة برسيبوليس.
أخذ الفرس من الفنانين أساليبهم وتقنياتهم، من جميع أنحاء الإمبراطورية، ولكنهم لم ينتجوا فقط مزيجًا من تلك الأساليب، وإنما شكّلوا أسلوبًا فارسيًا جديدًا فريدًا من نوعه.

## الفترة الإسلامية المبكرة
ظهر السلاجقة، البدو الرحل من أصل تركي من منغوليا الحالية، على مسرح التاريخ الإسلامي في أواخر القرن العاشر. استولوا على بغداد عام 1048 ، قبل أن يموتوا في عام 1194 في إيران، على الرغم من أن إنتاج أعمال «السلاجقة» استمر حتى نهاية القرن الثاني عشر وبداية القرن الثالث عشر تحت رعاية ملوك ورعاة أصغر ومستقلين. خلال وقتهم، تحول مركز الثقافة والسياسة والإنتاج الفني من دمشق وبغداد إلى مرو ونيسابور وري وأصفهان ، وكلهم في إيران. غالبًا ما تميزت مراكز قصر السلجوق بأشكال الجص السلجوقي.

## معرض صور

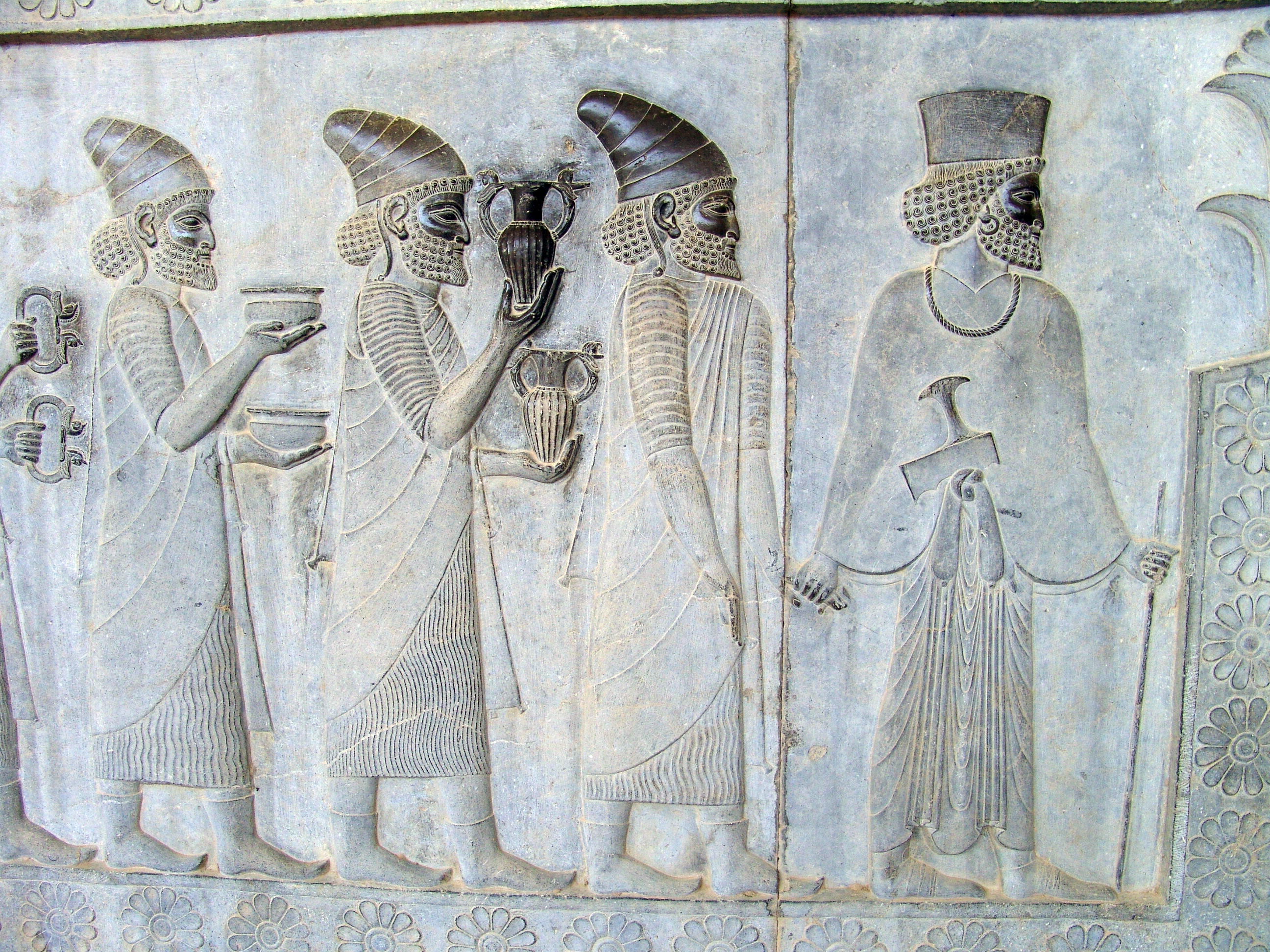
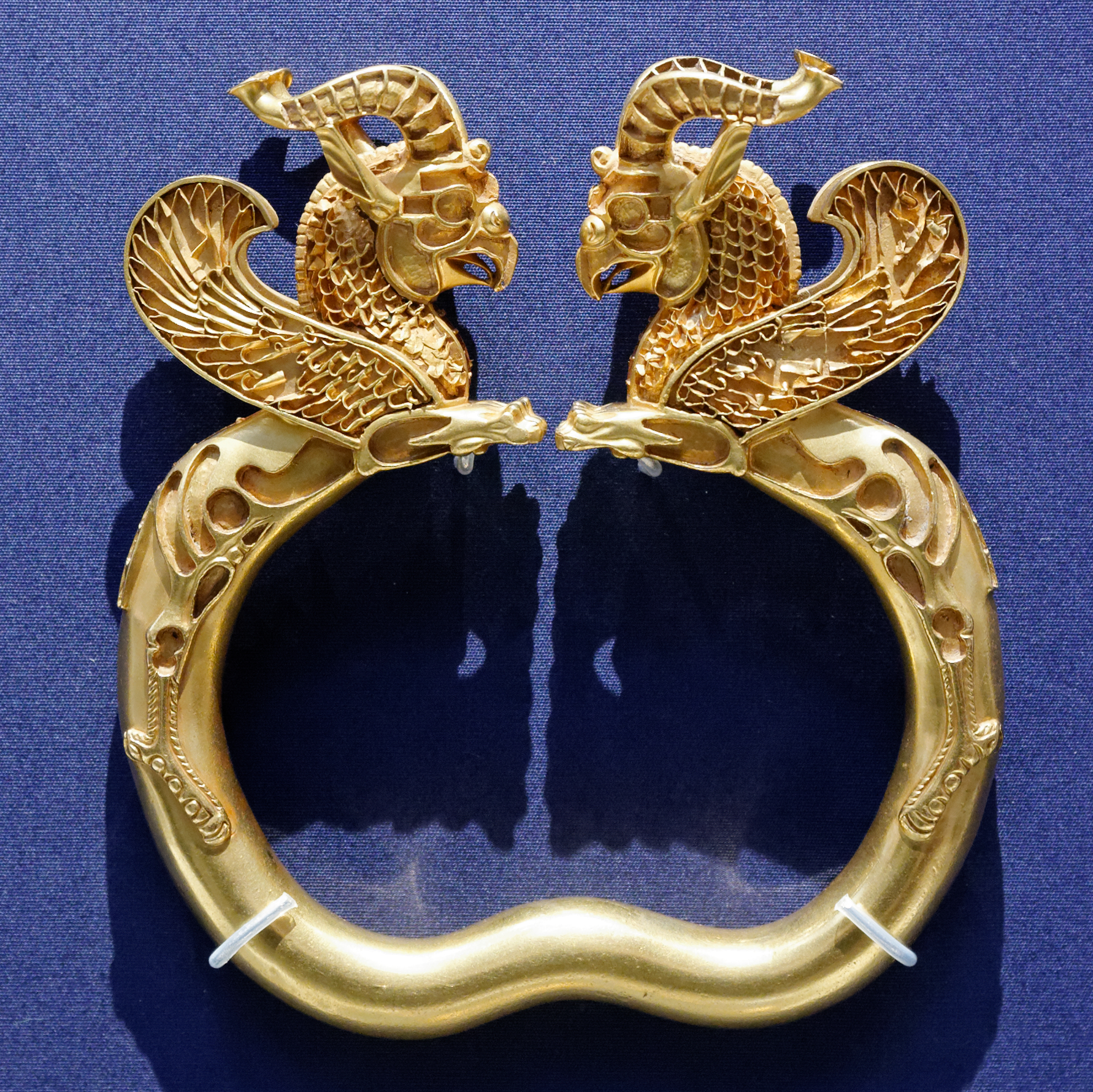
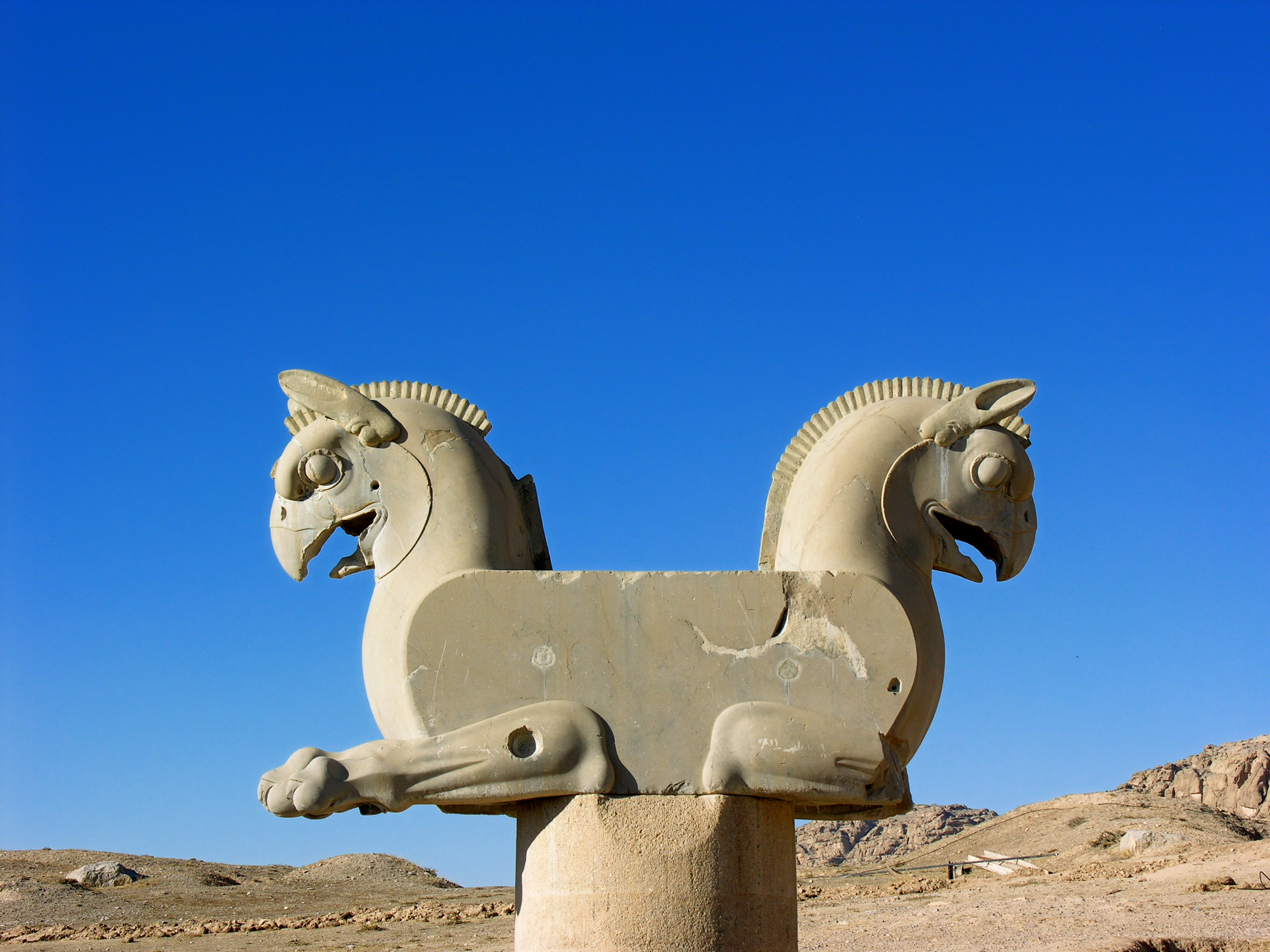
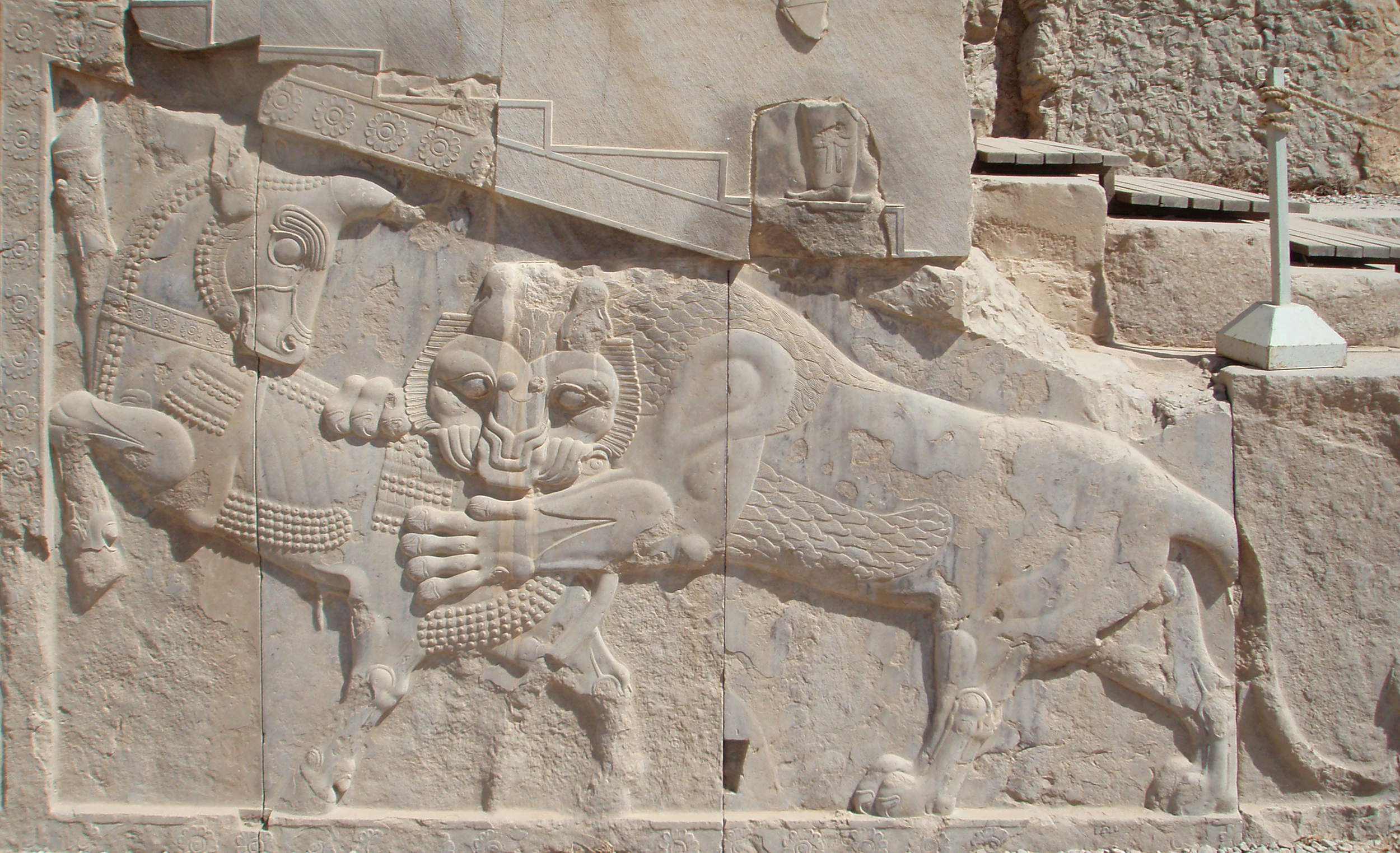
نقشٌ بارز لِأسدٍ وثورٍ يتقاتلان في پرسپولیس - وهو رمزٌ تمَّ تفسيره بِعدَّة طُرق، فاعتُبر إحدى رُموز النيروز (رأس السنة الفارسيَّة) - وهو يوم الاعتدال الربيعي حيثُ أنَّ قُوَّة الثور (الذي يُمثِّل الأرض)، والأسد (الذي يُمثِّل الشمس)، تبقى مُتساوية إلى الأبد.